# Leslie Hammond
Leslie Charles Hammond, est un joueur de hockey sur gazon indien né le 6 mars 1905[réf. nécessaire] à Madras et mort le 26 juin 1955.

## Palmarès

### Jeux olympiques d'été
- Jeux olympiques d'été de 1928 à Amsterdam ( Pays-Bas)
  -  Médaille d'or en hockey sur gazon
- Jeux olympiques d'été de 1932 à Los Angeles ( États-Unis)
  -  Médaille d'or en hockey sur gazon